# Maria Agresta
Maria Giovanna Agresta (Vallo della Lucania, 16 luglio 1978) è un soprano italiano.

## Biografia
Maria Agresta si è diplomata al Conservatorio Giuseppe Martucci di Salerno con il massimo dei voti e la lode, perfezionandosi successivamente sotto la guida di Raina Kabaivanska presso l'Istituto Musicale Pareggiato Vecchi-Tonelli di Modena.
Vincitrice del 60º Concorso "Comunità Europea" indetto dal Teatro Lirico Sperimentale di Spoleto "A. Belli", debutta nel 2006 a Spoleto nel ruolo di Rosina ne Il barbiere di Siviglia di Gioachino Rossini e in quello di Selene nella Didone Abbandonata di Baldassare Galuppi.
Grazie agli insegnamenti di Renato Bruson e Raina Kabaivanska, debutterà l'anno successivo sempre a Spoleto nei ruoli di Leonora ne Il trovatore e di Mimì in La bohème.
Nel 2007 debutta nei ruoli di Micaëla presso il Teatro "Vittorio Emanuele" di Messina e di Desdemona nei teatri di Teramo, Fermo, Ortona e Pescara. Nel 2008 canta ancora in Otello all'Opera Nationale de Lorraine, e in Bohème nell'ambito dell'Incheon Opera Festival, oltre ad una serie di concerti presso il Festival dei Due Mondi di Spoleto, la Carnegie Hall di New York, il Festival Barokkimusiikkia di Helsinki, la Filarmonica Nazionale di Doha (Qatar), il Teatro dell'Ermitage di San Pietroburgo. Nel 2009 debutta nel ruolo di Odabella in Attila all'Arena Sferisterio di Macerata.
Il punto di svolta nella carriera avviene nel 2011 in occasione delle celebrazioni per i 150 anni dell'Unità d'Italia, con il debutto ne I vespri siciliani di G. Verdi presso il Teatro Regio di Torino diretta da Gianandrea Noseda con la regia di Davide Livermore, cui segue immediatamente quello nella Norma presso la Israeli Opera di Tel Aviv diretta da Daniel Oren.
Negli anni successivi calca i più prestigiosi palcoscenici europei: Teatro alla Scala (Don Giovanni, Oberto, Conte di San Bonifacio, Il trovatore, La bohème, Turandot), Arena di Verona (La bohème, Carmen, Don Giovanni, Turandot), Teatro dell'Opera di Roma (Oberto, Conte di San Bonifacio, Simon Boccanegra), Festival Puccini di Torre del Lago (La bohème), Teatro La Fenice di Venezia (I masnadieri, La bohème), Teatro San Carlo di Napoli (Bohème, Requiem di Verdi), Teatro Massimo Vittorio Emanuele (La bohème) ed ancora Israeli Opera (La bohème), Royal Opera House (La traviata, Il trovatore, I due Foscari, Otello, La bohéme), Bayerische Staatsoper (La bohéme, La traviata), Semperoper di Dresda (La Vestale, Simon Boccanegra), Opernhaus Zürich (Otello, Norma), Palau des Artes di Valencia (Otello e Il trovatore), Opéra Bastille (I puritani, La bohème, La traviata), collaborando con direttori quali Riccardo Muti, Daniel Barenboim, Zubin Mehta, Christian Thielemann, Antonio Pappano, Gianandrea Noseda, Nicola Luisotti, Michele Mariotti.
Nel 2014 vince il prestigioso  Premio Franco Abbiati della critica musicale italiana con la seguente motivazione: «Voce purissima di soprano lirico, dal timbro privilegiato e da colori preziosi, dalla tecnica completa, si è inserita autorevolmente nella grande tradizione italiana, in un repertorio che comprende personaggi diversi per vocalità e temperamento, da Elvira dei Puritani a Liù di Turandot. Nel 2013 ha dato un incisivo contributo all'interpretazione della produzione verdiana dagli "Anni di Galera", con I Masnadieri alla Fenice e Oberto conte di San Bonifacio alla Scala, alle opere della maturità, con l'Otello al Carlo Felice».
Il 1 gennaio 2015 partecipa, insieme al collega tenore Matthew Polenzani, al prestigioso Concerto di Capodanno del Teatro La Fenice di Venezia, diretta dal direttore Daniel Harding.

## Repertorio
| Ruolo                | Titolo                         | Autore      |
| -------------------- | ------------------------------ | ----------- |
| Norma                | Norma                          | Bellini     |
| Elvira               | I puritani                     | Bellini     |
| Micaela              | Carmen                         | Bizet       |
| Adriana Lecouvreur   | Adriana Lecouvreur             | Cilea       |
| Anna Bolena          | Anna Bolena                    | Donizetti   |
| Gemma                | Gemma di Vergy                 | Donizetti   |
| Selene               | Didone abbandonata             | Galuppi     |
| Marguerite           | Faust                          | Gounod      |
| Nedda                | Pagliacci                      | Leoncavallo |
| Lola                 | Cavalleria rusticana           | Mascagni    |
| Donna Elvira         | Don Giovanni                   | Mozart      |
| Mimì                 | La bohème                      | Puccini     |
| Floria Tosca         | Tosca                          | Puccini     |
| Angelica             | Suor Angelica                  | Puccini     |
| Liù                  | Turandot                       | Puccini     |
| Rosina               | Il barbiere di Siviglia        | Rossini     |
| Julia                | La Vestale                     | Spontini    |
| Leonora              | Oberto, Conte di San Bonifacio | Verdi       |
| Lucrezia Contarini   | I due Foscari                  | Verdi       |
| Odabella             | Attila                         | Verdi       |
| Amalia               | I masnadieri                   | Verdi       |
| Leonora              | Il trovatore                   | Verdi       |
| Violetta Valery      | La traviata                    | Verdi       |
| Amelia Grimaldi      | Simon Boccanegra               | Verdi       |
| Elena                | I vespri siciliani             | Verdi       |
| Elisabetta di Valois | Don Carlo                      | Verdi       |
| Desdemona            | Otello                         | Verdi       |

## Discografia
- Galuppi, Didone abbandonata - Piva/Grasso/Giansanti/Agresta/Carnevale/Carè, First world recording 2006 Bongiovanni
- Verdi, Sacred Verdi. Quattro Pezzi Sacri, Libera me, Ave Maria. Maria Agresta, Orchestra e Coro dell`Accademia nazionale di Santa Cecilia / Antonio Pappano. 2014 Warner Classics

## DVD
- I Pagliacci - Thielemann/Kaufmann/Agresta/Platanias, 2016 Unitel Classica
- Puccini, Turandot - Chailly/Stemme/Agresta/Antonenko, 2015 Decca
- Verdi, I due Foscari - Pappano/Domingo/Agresta/Meli, 2015 Opus Arte
- Donizetti, Gemma di Vergy - Rizzi Brignoli/Agresta/Kunde, 2012 Bongiovanni